# Carmine Gori-Merosi
Carmine Gori-Merosi (ur. 15 lutego 1810 w Subiaco, zm. 15 września 1886 w Rzymie) – włoski duchowny katolicki, kardynał.

## Życiorys
Pochodził z arystokratycznego rodu. W 1832 przyjął święcenia kapłańskie. Od 30 marca 1882 do śmierci sprawował urzędy sekretarza Świętej Kongregacji Konsystorialnej i sekretarza Świętego Kolegium Kardynałów. 10 listopada 1884 Leon XIII wyniósł go do godności kardynalskiej. 24 listopada 1884 został opatem terytorialnym Subiaco, którym pozostał już do śmierci.